# 1960-as magyar teniszbajnokság
Az 1960-as magyar teniszbajnokság a hatvanegyedik magyar bajnokság volt. A bajnokságot augusztus 13. és 21. között rendezték meg Budapesten, a Vasas Pasaréti úti sporttelepén.

## Eredmények
| Versenyszám  | Arany                                                      | Arany | Ezüst                                        | Ezüst | Bronz                                                                                         | Bronz |
| ------------ | ---------------------------------------------------------- | ----- | -------------------------------------------- | ----- | --------------------------------------------------------------------------------------------- | ----- |
| Férfi egyéni | Gulyás István Újpesti Dózsa                                |       | Katona Zoltán Újpesti Dózsa                  |       | Lénárt László Újpesti DózsaKomáromy Ferenc Vasas SC                                           |       |
| Női egyéni   | Broszmann Zsófia Diósgyőri VTK                             |       | Bardóczy Klára Bp. Honvéd                    |       | Monori Judith Diósgyőri VTKVajda Paula Újpesti Dózsa                                          |       |
| Férfi páros  | Szikszay András, Zentai Ferenc Vasas SC                    |       | Gulyás István, Katona Zoltán Újpesti Dózsa   |       | Lénárt László, Madai Zoltán Újpesti DózsaPálinkás István, Komáromy Ferenc Vasas SC            |       |
| Női páros    | Broszmann Zsófia, Bardóczy Klára Diósgyőri VTK, Bp. Honvéd |       | Lépes Andorné, Rohrböck Józsefné Vasas SC    |       | Gulyás Istvánné, Jusits Ilona Újpesti DózsaPete Vincéné, dr. Szörényi Lórántné Vasas SC       |       |
| Vegyes páros | Szikszay András, Broszmann Zsófia Vasas SC, Diósgyőri VTK  |       | Gulyás István, Gulyás Istvánné Újpesti Dózsa |       | Katona Zoltán, Jusits Ilona Újpesti DózsaPálinkás István, Bardóczy Klára Vasas SC, Bp. Honvéd |       |